# Le Châtelet-sur-Retourne
Le Châtelet-sur-Retourne é uma comuna francesa na região administrativa de Grande Leste, no departamento Ardenas. Estende-se por uma área de 9,96 km². Em 2010 a comuna tinha 790 habitantes (densidade: 79,3 hab./km²).